# 마쓰자키역 (후쿠오카현)
마쓰자키역(일본어: 松崎駅)은 일본 후쿠오카현 오고리시에 위치한 아마기 철도 아마기 선의 역이다.

## 역사
- 1939년 4월 28일: 국철 아마기 선의 기야마 ~ 아마기 역간 개통에 따라 지쿠고자키역(일본어: 筑後松崎駅)으로 영업 개시.
- 1986년 4월 1일: 아마기 철도로 전환됨과 동시에 마쓰자키역으로 역명 변경. 국철 시대에 철거했던 교환 설비를 부활시켜 1면 2선의 구조로 됨.

## 역 구조
섬식 승강장 1면 2선의 지상역이다. 가건물 형식의 간이 역사를 갖추고 있다. 전환 당초에는 유인역이었지만 1년 뒤에 무인역이 되었다. 화장실은 없다.

## 역 주변
- 료주지
- 마쓰자키 우체국
- 후쿠오카 현립 미이 고등학교
- 국도 제500호선
- 오이타 자동차도

## 인접역
| 아마기 철도 ■ 아마기 선 | 아마기 철도 ■ 아마기 선 | 아마기 철도 ■ 아마기 선 |
| ----------------------- | ----------------------- | ----------------------- |
| 오이타이 기야마 방면    |                         | 이마구마 아마기 방면    |